# Plumbon (Mojolaban)
Plumbon is een bestuurslaag in het regentschap Sukoharjo van de provincie Midden-Java, Indonesië. Plumbon telt 5534 inwoners (volkstelling 2010).